# الپاگوت، نالیهان
الپاگوت، نالیهان (به لاتین: Alpağut, Nallıhan) یک منطقهٔ مسکونی در ترکیه است که در استان آنکارا واقع شده‌است.